# Мелдерис, Эмиль
Эмиль Мелдерис (латыш. Emīls Melderis; до 1922 года — Екабс Эмилс Миллерс; 27 мая 1889 — 29 апреля 1979) — латвийский и советский скульптор. Народный художник Латвийской ССР (1964).

## Биография

Эмиль Мелдерис за работой над образом Ленина. 1950-е годы

Родился 27 мая 1889 года в Ренценской волости (ныне — Буртниекский край Латвии). Учился в Рижской художественной школе В. Блюма (1908—1909). Затем окончил Центральное училище технического рисования барона А. Л. Штиглица в Санкт-Петербурге (1915). Совершенствовался в Париже (1922—1923 и 1928). Участвовал в Борьбе за независимость Латвии. С 1940 года педагог Латвийской академии художеств, далее — руководитель кафедры рисунка (1940—1941, 1944), руководитель кафедры скульптуры (1945—1946, 1958—1971), профессор (1947). Среди его учеников — известный латвийский и французский скульптор Валентина Зейле.
Был участником Рижской группы художников (1930—1938), членом Союза художников Латвии (с 1944). Обладатель награды Латвийского фонда культуры (1928). Награждён латвийским орденом Виестура, советским орденом Трудового Красного Знамени (1971) и Медалью «За трудовое отличие» (1956). Удостоен почётного звания Народный художник Латвийской ССР (1964).

## Творчество

Памятник Петру Стучке в Риге. Установлен в 1962 году, демонтирован в 1991

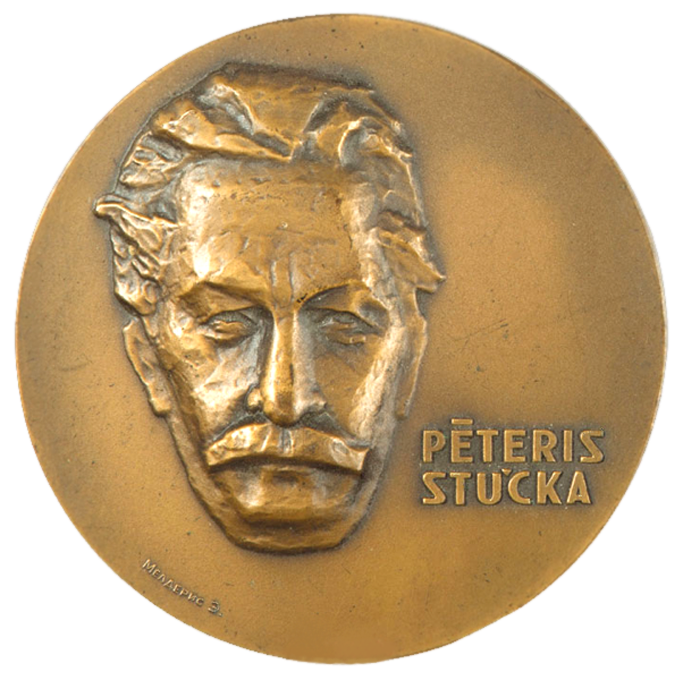
Медаль «Пётр Стучка».
Бронза, 1965 год

Принимал участие в выставках с 1919 года. До 1940-х годов работал в авангардной манере, что сказалось в подчёркнутой геометризации выполненных в то время скульптурных портретах. Дальнейшее творчество можно охарактеризовать как академическую попытку вписаться в превалирующий в советском искусстве социалистический реализм.
Наиболее известные работы:
- Скульптурные портреты — «Портрет Павила Розиша» (1920—1921), «Женский портрет» (1927), «Сборщик камней» (1936), «Чесальщик льна» (1937), «Портрет Ленина» (1946, 1954, 1957, 1963, 1965), Портрет передовика производства А. Кашкура (1949), Портрет передовика производства Э. Вилка (1957), Портрет скульптора Т. Залькана (1965), Портрет художника О. Скулме (1967).
- Станковая скульптура — «В. И. Ленин в Разливе» (1955), «П. Стучка и Ф. Розиньш» (1957), «Юный натуралист» (1950), «Скульптор» (1967).
- Монументальная скульптура — памятник на Братском кладбище в Валке (1922) и несохранившийся памятник П. Стучке на Пионерской площади (ныне — площадь Пилс) в Риге (1962); мемориальная скульптура — надгробный памятник своим родителям на Буртниекском кладбище (1939).
- Медальерное искусство — памятная настольная медаль «Пётр Стучка» (1965) и др.
- В 1936 году в рижском издательстве вышла книга Андрея Пумпура «Лачплесис». Книжное оформление и иллюстрации Эмиля Мелдериса.

Скончался 29 апреля 1979 года в Риге.
Творчеству мастера были посвящены персональные выставки, состоявшиеся в Риге в 1984, 1989 и 2009 году.

## Семья
Супруга — художница Хермина Мелдерите. Дети: архитектор Гедертс Мелдерис, художник Имантс Мелдерис, актёр Лиепайского театра Янис Мелдерис, музыкальный педагог Майя Берзиня.